# Positive Pädagogik
Positive Pädagogik ist eine wissenschaftliche Theorie der Bildung und Erziehung, die eine an den Stärken der Lernenden orientierte, wertschätzende und das Individuum in den Blick nehmende Lehre/Begleitung postuliert. Sie nutzt Erkenntnisse und Konzepte einer ressourcenorientierten Perspektive, wie sie in der Positiven Psychologie und verwandten Ansätzen beschrieben sind. Diese erforscht sie in Hinblick auf die Gestaltung von Bildungsbereichen und setzt gewonnene Erkenntnisse praktisch um.

## Theoretischer Hintergrund
Die Positive Pädagogik berücksichtigt Prozesse der Selbstbildung, die eine individuelle Grundlage für die Nutzung von Bildungspotentialen haben. Im Einzelnen bezieht sich die Positive Pädagogik neben der Positiven Psychologie (Seligman Europe vertreten durch Philipp Streit (Graz)) auf wissenschaftliche Erkenntnisse der Bildungsforschung, der Philosophie, der Neurobiologie, der Salutogenese, der Resilienz, des Flows, der Gestaltpädagogik, sowie der interdisziplinären Glücksforschung.

### Wissenschaftliches Verständnis
Die Positive Pädagogik versteht sich als Teil einer qualitativen Entwicklungsforschung und untersucht, welche Prozesse und Kräfte dazu beitragen können, Potenziale zu entfalten und in Teilhabekräfte zu überführen.

### Pädagogische Praxis
In der pädagogischen Praxis teilt sie das Anliegen, die individuellen und sozialen Ressourcen zu benennen, zu betonen und zu mehren. Dabei werden Noch-Defizite nicht übersehen, aber ressourcenorientiert und beziehungssensibel analysiert. Die Positive Pädagogik steht im Dienst der Persönlichkeitsentwicklung über den Weg, Stärken und Schwächen ausbalanciert zu thematisieren und zur synergetischen Potenzialentfaltung zu nutzen. Die Erschließung der individuellen und sozialen Entwicklungsfelder steht dabei im Vordergrund. Autonomes wie verantwortliches, also sozial bezogenes Handeln, werden gleichermaßen gefördert.

### Konzeptuelle Einordnung
In Hinblick auf das Feld der pädagogischen Theorien versteht sich die Positive Pädagogik als Ergänzung der auf Wissens- und Fähigkeitsfundierung ausgerichteten Wissenspädagogik und der auf Erziehung zielenden Sozialisationspädagogik.
Die Positive Pädagogik argumentiert aus salutogenetischer Sicht, nach der die Bedeutung der Verbundenheit mit sich selbst, seinen physischen und psychischen Dimensionen sowie der Grunderfahrung, die Welt zusammenhängend und sinnvoll zu erleben sowie gestalten zu können, wichtige Determinanten des körperlichen, geistigen, sozialen und seelischen Wohlbefindens sind.
Als zentrale Aspekte der Positiven Pädagogik werden die drei Säulen der Positiven Psychologie verstanden: Das positive Erleben, die positiven Eigenschaften (Charakterstärken) und die positiven Institutionen bzw. die  „Kreativen Felder“, die in besonderer Weise die Potenzialentwicklung von Einzelnen und Gruppen fördern.

## Entstehung und neue Entwicklungen
Der Begriff der Positiven Pädagogik ist aus der Kritik einer einseitig akademisch-kognitiven Schul- und Unterrichtspraxis sowie der Defizitorientierung des gegliederten Schulsystems entstanden. Angestoßen durch die Auseinandersetzung mit den in der Einleitung genannten Konzepten hat der Erziehungswissenschaftler Olaf-Axel Burow das Konzept einer Positiven Pädagogik vorgelegt, das er im Bildungs- und Unternehmensbereich durch Schulentwicklungswerkstätten und das Verfahren der Wertschätzenden Organisationsentwicklung weiterentwickelt und in Zusammenarbeit mit der Deutschen Akademie für Pädagogische Führung (DAPF) auch evaluiert hat. An diesen Werkstätten haben seit 2008 über 1000 Schulleiter und sonstige Führungskräfte teilgenommen.
2007 hat Ernst Fritz-Schubert in Heidelberg mit dem „Schulfach Glück“ eine mittlerweile weit verbreitete praktische Umsetzung der Positiven Psychologie und salutogenetischer Prinzipien in Form eines Curriculums im schulischen Kontext begründet. Im Mittelpunkt des Faches steht der Erwerb emotionaler Kompetenzen und die Gestaltung der eigenen Persönlichkeit im Sinne eines Prozesses des Selbstfindens und „Sichbildens“. Das Fach, das mittlerweile (Stand 2014) an über hundert Schulen in Deutschland verankert ist, hat inzwischen auch Eingang in die Lehreraus- und -weiterbildung gefunden. Empirische Studien belegen als Folge des „Glücksunterrichts“ die gesteigerte Handlungsfähigkeit im Sinne verbesserter Selbst- und Umweltsteuerung, als wichtigen Schritt auf dem Weg zu einem glücklichen Leben.
Die Erziehungswissenschaftlerin Ulrike Graf hat eine erste qualitative Evaluationsstudie zum Seminar „Schulfach Glück“ aus dem Bereich der Lehrerbildung vorgelegt. Sie zeigt eine Bedeutsamkeit einer Kultur der Gefühls- und Bedürfniswahrnehmung für das professionelle Handeln im Schulkontext. Ebenso konnte eine Veränderung in der Haltung gegenüber den Schülern insofern festgestellt werden, als dass die Studierenden sich weniger mit den Sollansprüchen ihnen gegenüber sehen („Schüler sollen...“), sondern davon sprechen, wie sie die gewünschten Lernprozesse ermöglichen könnten. Nicht zuletzt die Einsicht, dass der Lehrberuf politische Bedeutsamkeit hat, konnte in der untersuchten Studentengruppe resümiert werden.
Erweitert wird diese Perspektive durch das Konzept der Charakterstärken und Tugenden, welches durch Psychologen wie Christopher Peterson, Martin Seligman und Nansook Park (im deutschen Sprachraum Willibald Ruch, René Proyer; dazu auch www.charakterstaerken.org) in die Literatur gebracht wurde. In einer Reihe von Untersuchungen wurde der Wirksamkeit des Einsatzes von Charakterstärken auf das Wohlbefinden in Schule, Arbeit und Freizeit belegt.
Ausgehend von diesen Ereignissen hat sich im Jahr 2014 im deutschsprachigen Raum eine interdisziplinäre Initiativgruppe gebildet, die an der wissenschaftlichen Grundlegung dieser neuen Richtung arbeitet.

## Ziel und Schwerpunkte
Ziel der Positiven Pädagogik ist die Unterstützung des Strebens jedes Einzelnen nach selbstgemäßer Entfaltung der eigenen Möglichkeiten. So soll in Freiheit und Selbstbestimmung, unter Wahrung des im Menschen angelegten Bedürfnisses, sich mit anderen Menschen verbunden zu fühlen und im gedeihlichen Miteinander die Zukunft gestaltet werden.

### Bildung und Erziehung
In den Bereichen der Bildung und der Erziehung verfolgt die Positive Pädagogik das Ziel einer Überwindung der einseitigen Defizitorientierung. In diesem Sinn zielt sie auf die Entwicklung einer umfassenden Wertschätzungskultur in Bildungsinstitutionen. Hauptaufgabe der Pädagogik ist es aus dieser Perspektive, Kinder und Jugendliche darin zu unterstützen, ihre Talente und Stärken entdecken sowie Sinnerfahrungen machen zu können, die es ihnen erlauben, eigene Werte und Haltungen zu entwickeln, die sie zur Übernahme von selbstbestimmter Verantwortung befähigen. Die Positive Pädagogik sieht als wichtigstes Ziel die Befähigung zu Potenzialentwicklung und Selbstbildung in sozialer Verantwortung.
Sie fördert die Öffnung zu einer wertschätzenden, partizipativen Beziehungskultur zwischen allen an Bildung beteiligten Akteuren. Sie ist geleitet vom Verständnis der gemeinsam lernenden Organisation, mit dem Ziel organisationale Rahmenbedingungen zu schaffen, die Potenzialentfaltung mit optimaler Leistungserbringung verbinden. Positive Pädagogik fördert durch personalisierte Lernangebote den Aufbau emotionaler Kompetenzen, eines am Wert der eigenen Person als solcher ausgerichteten Selbstwertgefühls, einer ausgeprägten Selbstkompetenz und wirkt unterstützend bei der Selbstfindung und der Entwicklung eines darauf aufbauenden Selbst- und Lebenskonzeptes.
Diese Auffassungen knüpfen an die Vorstellungen der frühen Aufklärer an. So postulierte der erste Lehrstuhlinhaber der Pädagogik, Ernst Christian Trapp, schon 1780 in Halle: „Erziehung ist Bildung des Menschen zur Glückseligkeit“. Eine Ausrichtung, die der Erziehungswissenschaftler Jürgen Overhoff in seiner Studie „Vom Glück lernen zu dürfen“ historisch fundiert hat.

### Personal- und Organisationsentwicklung
Die Positive Pädagogik zielt im Bereich der Personal- und Organisationsentwicklung auf den Aufbau potenzialentwicklungsförderlicher Organisations- bzw. Unternehmensstrukturen, die von Vertrauen, Transparenz und Wertschätzung getragen sind. In neuerer Zeit gibt es auch Versuche eines Transfers der Konzepte aus Positiver Psychologie, Positiver Pädagogik und der Glücksforschung zur Definition eines „Bruttonationalglücks“, ursprünglich angestoßen durch den damaligen König von Bhutan, Jigme Singye Wangchuck (1997). Inzwischen liegt von Ha Vinh Tho (2014) daran anknüpfend eine Studie zum „Grundrecht auf Glück“ vor.

## Anwendungsfelder der Positiven Pädagogik
Positive Pädagogik wird derzeit an den Universitäten Kassel, Osnabrück und Zürich im Rahmen der Lehrer-Ausbildung in Vorlesungen und Seminaren gelehrt. Daneben existieren private Institute wie das Fritz-Schubert-Institut Heidelberg, das Ausbildung im Schulfach Glück anbietet. Weiter findet sie Anwendung in der Schulentwicklung sowie der Lehrerfort- und weiterbildung.

## Kritik
An die Bezugskonzepte der Positiven Pädagogik sind kritische Fragen zu stellen:
1. Apolitisieren sie den Menschen, indem alle Probleme „verinnerlicht“ werden und die Fragen nach strukturellen Behinderungen außen vor bleiben?
2. Führen sie das Individuum in ein Autonomiedilemma, wenn jede Person für das Gelingen ihres Lebens alleine verantwortlich ist und damit auch für Scheitererfahrungen?
3. Wird Potentialentfaltung für eine Gewinnmaximierung instrumentalisiert, die Grenzen des Humanen überschreitet?
4. Und nicht zuletzt: Sind Ansätze, welche individuelle Ressourcen betonen, nicht „Konservativismusschmieden“, denn wer zufrieden ist, ändert nichts?

Zu 1.: In Forschung wie auch in der Praxis der Positiven Pädagogik werden strukturelle wie individuelle Aspekte berücksichtigt. Burows Entwurf einer Positiven Pädagogik fußt auf einer detaillierten Kritik des tendenziell selektierenden und ausgrenzenden bundesrepublikanischen Schulsystems. Positive Pädagogik zielt auf die Überwindung dieser Begrenzungen durch umfassende Potenzialentfaltung und die Gewährleistung von Chancengleichheit. Allerdings zeigen sich hier die Grenzen der Pädagogik, denn eine Überwindung struktureller Behinderungen kann letztlich nur über politische Einflussnahme erwirkt werden. Gleichzeitig gilt es aber, vorhandene Gestaltungsspielräume zu nutzen, die zur Bewusstseinsbildung und damit letztlich auch zu veränderten politischen Mehrheiten beitragen können.
Zu 2.: Das Autonomiedilemma ist besonders in Bereichen psychischer Phänomene zu beachten, bei denen Menschen nicht ohne professionelle Hilfe ihre personalen Ressourcen zugänglich sind. Sie dürfen nicht in eine subjektiv empfundene „Schuldschleife“ geraten. Autonomie ist darüber hinaus kein absoluter Wert, sondern aufgrund der menschlichen Verfasstheit immer einer von zwei Polen, dessen Gegenüber soziale Verbundenheit oder in der Sprache der Humanistischen Pädagogik Angewiesenheit heißt. Neue Forschungen verweisen auf die in heterogenen Gesellschaften sich begegnenden Differenzen in den Bindungsangeboten verschiedener Kulturen, die sich zwischen der Betonung psychischer Autonomie und relationaler Hierarchie bewegen.
Zu 3.: In Bildungszusammenhängen geht es immer um Persönlichkeitsentwicklung auf der Basis gleichwertiger Rechte: Es ist ein Menschenrecht, Bildungszugänge zu erhalten, und dieses wiederum kann nur in konkreten gesellschaftlichen Kontexten verwirklicht werden, die zugleich Zielpunkt der Bemühung ist, das Individuum zur Partizipation in diesen zu befähigen. Vor diesem Hintergrund sind einige wesentliche Dokumente der UNO bzw. der UNESCO zu nennen, die dies entsprechend thematisieren, wie die UN-Behindertenrechtskonvention, die UN-Kinderrechtskonvention oder auch das Programm der UNESCO „Education for All“, das 2015 ausläuft.
Zu 4.: Positive Pädagogik als Thema und Prinzip im pädagogischen Rahmen darf sich nicht in Selbstoptimierung als Selbstzweck erschöpfen. Sie dient vielmehr der Befähigung zur gestalteten Teilhabe und der Entwicklung der Freude am gedeihlichen miteinander. Nicht von Ungefähr hat Benjamin Franklin das unveräußerliche Recht auf das Streben nach Glück in der amerikanischen Unabhängigkeitserklärung verankert: „We hold these truths to be self-evident, that all men are created equal, that they are endowed by their Creator with certain unalienable Rights, that among these are Life, Liberty and the Pursuit of Happiness“ (1776, S. 1).